# Utricularia breviscapa
Utricularia breviscapa  es una especie botánica de pequeñas a medianas planta carnívora acuática suspendida,  del género Utricularia, de la  familia de las Lentibulariaceae. Es probablemente una planta anual. 

## Descripción
Tiene diminutas flores amarillas, y escapo floral sostenido por flotadores dispuestos en un verticilo; con sus trampas insertas lateralmente en los segmentos foliares. Los flotadores se ubican a 2-5 cm del ápice del escapo; y los pedicelos florales son cortos: 2-5 mm de largo. Fruto erguido.
Presenta sobre las hojas bolsas denominadas utrículos, que sirven como trampas para atrapar pequeños insectos y organismos plantónicos.

## Distribución
Su distribución endémica incluye las Antillas y a Sudamérica.

## Taxonomía
Utricularia breviscapa fue descrita  por C.Wright ex Griseb.  y publicado en Catalogus plantarum cubensium . . . 161–162. 1866.
Etimología
Utricularia: nombre genérico que deriva de la palabra latina utriculus, lo que significa "pequeña botella o frasco de cuero".
breviscapa: epíteto latino que significa "con corto escapo".
Sinonimia
- Plectoma inflata (Walter) Raf.
- Plectoma stellata Raf.
- Utricularia ceratophylla Michx.
- Utricularia inflata Walter
- Utricularia lagoensis Warm.
- Utricularia quinqueradiata Spruce ex Oliv.
- Utricularia quinqueradiata Spruce ex Kamienski[5]